# Distribució de Maxwell-Jüttner
En física, la distribució de Maxwell-Jüttner és la distribució de velocitats de les partícules en un gas hipotètic de partícules relativistes. Similar a la distribució de Maxwell-Boltzmann, la distribució de Maxwell-Jüttner considera un gas ideal clàssic on les partícules es dilueixen i no interactuen significativament entre elles. La distinció del cas de Maxwell és que es tenen en compte els efectes de la relativitat especial. Al límit de les baixes temperatures T molt inferior a mc² / k (on m és la massa del tipus de partícula que compon el gas, c és la velocitat de la llum, i k és la constant de Boltzmann), aquesta distribució es converteix en idèntica a la distribució de Maxwell-Boltzmann.
La distribució es pot atribuir a Ferencz Jüttner (1878–1958), que la va derivar el 1911. És coneguda amb la distribució de Maxwell-Jüttner per analogia amb el nom de distribució Maxwell-Boltzmann, que s'utilitza comunament per referir-se a la distribució de Maxwell.

## La funció de distribució

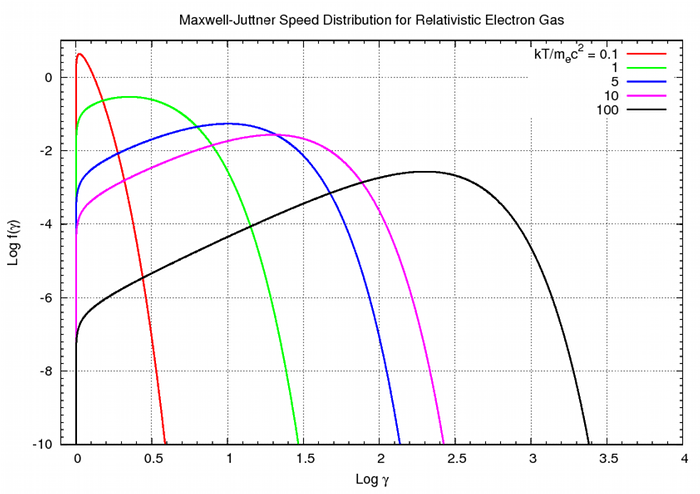
Distribució de Maxwell-Jüttner sobre el factor de Lorentz (relativista Maxwellià), per a un gas a diferents temperatures. La velocitat es representa en termes del factor de Lorentz

A mesura que el gas es torna més calent i kT s'apropa o s'excedeix de mc², la distribució de probabilitat per a {\displaystyle \gamma =1/{\sqrt {1-v^{2}/c^{2}}}} en aquest gas relativista maxwellià és donat per la distribució de Maxwell-Jüttner:
{\displaystyle f(\gamma )={\frac {\gamma ^{2}\beta }{\theta K_{2}(1/\theta )}}\exp \left(-{\frac {\gamma }{\theta }}\right)}
on {\displaystyle \beta ={\frac {v}{c}}={\sqrt {1-1/\gamma ^{2}}},} {\displaystyle \theta ={\frac {kT}{mc^{2}}},} i {\displaystyle K_{2}}és la funció modificada de Bessel del segon tipus.
Alternativament, es pot escriure en termes de momentum com
{\displaystyle f(\mathbf {p} )={\frac {1}{4\pi m^{3}c^{3}\theta K_{2}(1/\theta )}}\exp \left(-{\frac {\gamma (p)}{\theta }}\right)}
on {\displaystyle \gamma (p)={\sqrt {1+\left({\frac {p}{mc}}\right)^{2}}}}.
L'equació de Maxwell-Jüttner és covariant, però no manifestament, i la temperatura del gas no varia amb la velocitat bruta del gas.

## Limitacions
La distribució de Maxwell-Jüttner comparteix algunes limitacions amb el gas ideal clàssic: la negligència de les interaccions i la negligència dels efectes quàntics. Una limitació addicional (no important en el gas ideal clàssic) és que la distribució de Maxwell-Jüttner descuida les antipartícules.
Si es permet la creació de partícules-antipartícules, una vegada que l'energia tèrmica kT sigui una fracció significativa de mc², es produirà la creació de partícules-antipartícules i començarà a augmentar el nombre de partícules mentre es generen antipartícules (el nombre de partícules no es conserva, sinó el la quantitat conservada és la diferència entre el nombre de partícules i el nombre d'antipartícules). La distribució tèrmica resultant dependrà del potencial químic relacionat amb la diferència conservada entre el nombre de partícules i les antipartícules. Una altra conseqüència d'això és que es fa necessari incorporar la mecànica estadística de les partícules indistinguibles, ja que les probabilitats d'ocupació per als estats de baixa energia cinètica es converteixen en la unitat de l'ordre. Per als fermions és necessari utilitzar les estadístiques de Fermi-Dirac i el resultat és anàleg a la generació tèrmica de parells electró-forats en semiconductors. Per a les partícules bosòniques, és necessari utilitzar les estadístiques de Bose-Einstein.